# 漢堡 (阿肯色州)
漢堡（英語：Hamburg）是一個位於美國阿肯色州阿什利縣的城市。根據2020年美國人口普查，該地人口為2536人，而該地的面積約為8.90平方千米。同時該地也是阿什利縣的縣治。

## 地理
漢堡的座標為33°13′39″N 91°47′54″W / 33.22750°N 91.79833°W，而該地的平均海拔高度為49米（即161英尺）。